# Tonis puri
Tonis puri – rodzaj gruzińskiego chleba, który jest pieczony w specjalnym piekarniku nazywanym tonem.

## Opis
Chleb wyrabiany z mąki pełnoziarnistej, soli, wody i drożdży, chociaż tradycyjnie do przygotowania ciasta używano zakwasu. Jest pieczony w okrągłym głębokim glinianym piecu nazywanym w Gruzji tonem, a w Indiach tandoor. Ciastu po wyrośnięciu nadaje się kształt oka. Chleb piecze się przyklejając placki do ścianek pieca, w którym po napaleniu temperatura sięga do 480 °C. Po włożeniu placków piec przykrywany jest pokrywą. Po 7–8 minutach tonis puri wyjmuje się z pieca dwoma narzędziami nazywanymi kavi (haczyk) i Safkheki (rodzaj łopatki). Po upieczeniu jest studzony na drewnianych stojakach i zwykle sprzedawany zawinięty w kartkę papieru.